# 基馬拉斯公爵杜阿爾特 (1541–1576)
基馬拉斯公爵杜阿爾特（Duarte，1541年10月7日—1576年11月28日），第五任基馬拉斯公爵（Duke of Guimarães），葡萄牙王室成員，曼努埃爾一世之孫，第四任基馬拉斯公爵杜阿爾特之子，布拉干薩王朝重要人物。

## 生平
杜阿爾特出生於里斯本，是第四任基馬拉斯公爵杜阿爾特與布拉干薩公爵傑米一世之女伊莎貝爾的兒子。杜阿爾特是遺腹子，繼承了父親的爵位和財產：基馬拉斯公爵爵位。他是國王若昂三世和塞巴斯蒂昂統治時期最具影響力的貴族之一。
1569年，杜阿爾特作為國務委員會成員，他投票支持國王塞巴斯蒂昂與瓦盧瓦的瑪格麗特（後來成為亨利四世的第一任妻子）的婚姻。 1574年，他陪同塞巴斯蒂安首次出訪北非的丹吉爾。
1557年，國王若昂三世去世，杜阿爾特是葡萄牙國王曼努埃爾一世僅存的三位合法男性後裔之一（另外兩位是塞巴斯蒂昂和樞機主教恩里克王子）。塞巴斯蒂昂對此心生嫉妒，在未有子嗣下，杜阿爾特可能成為他的繼承人，所以多次對杜阿爾特的地位表示不敬。國王沒有邀請杜阿爾特參加在哈布雷加斯（里斯本）舉行的皇家鬥牛比賽，杜阿爾特非常沮喪，最終隱居埃武拉。幾個月後，他便孤身一人去世，沒有留下任何子嗣。
杜阿爾特的姊姊卡塔琳娜在嫁給葡萄牙貴族布拉幹薩公爵若昂一世後，她繼承其弟的財產以及基馬拉斯公國的權利。在1580年葡萄牙王位繼承危機期間，卡塔琳娜和她的丈夫若昂一世是葡萄牙王位的重要覬覦者。